# Oměj jedhoj
Oměj jedhoj (Aconitum anthora) je druh rostliny z čeledi pryskyřníkovité (Ranunculaceae).

## Popis
Jedná se asi o 25–100 cm vysokou vytrvalou rostlinu s podzemním oddenkem a bulvami. Lodyha je v dolní části lysá a v horní části chlupatá, zejména v květenství. Listy jsou střídavé. Čepele jsou v obrysu okrouhlé, hluboce dlanitě členěné, pětisečné (zřídka až sedmičetné) s čárkovitými úkrojky, oboustranně chlupaté. Květy jsou žluté barvy a jsou uspořádány do květenství s listeny, které jsou ve spodní části květenství podobné listům. Na květních stopkách se vyskytují listénce a mohou být několik mm až jeden cm pod květem. Okvětních lístků je 5, horní tvoří přilbu, která je polokulovitá. Zaschlé okvětní lístky vytrvávají i za plodu. Kvete v srpnu až v září. Uvnitř jsou dva kornoutovité nektáriové lístky, na vrcholu nesou nektária. Tyčinek je mnoho. Semeníků je většinou 5. Plodem je měchýřek, měchýřky jsou uspořádány do souplodí. Počet chromozómů je 2n=32.

## Rozšíření
Oměj jedhoj roste hlavně v předhoří Pyrenejí, Alp, Karpat a Dinarid a v okolních územích. Druh je ovšem součástí okruhu Aconitum anthora agg. a jeho jednotlivé taxony se vyskytují ostrůvkovitě i dále v Evropě a Asii až po Dálný východ. Některé populace, např. na Ukrajině a na Kavkaze, mají modré květy. V České republice je to dosti vzácný (kategorie C3) a zákonem chráněný teplomilný druh, jehož výskyt je omezen pouze na jihozápadní Moravu. Vyhledává okraje lesů (především světlých teplomilných doubrav), lesní lemy, křoviny aj.